# Typha minima
Espèce
Classification APG III (2009)
Typha minima est une espèce de plante herbacée de la famille des Typhaceae que l'on trouve au bord des rivières, des marais et des étangs du continent eurasiatique. Elle est facilement reconnaissable par sa petite quenouille. Cette plante fleurit de mai à juin. Elle est menacée d'extinction et devenue rare.

## Description
Cette plante aquatique hémicryptophyte possède un rhizome de 5 à 8 mm d'épaisseur qui pousse à une vingtaine de centimètres en profondeur, permettant ainsi sa propagation végétative. Typha minima est le plus petit de son genre. Il mesure de 30 à 80 cm de hauteur en moyenne (avec un maximum de 140 cm). Son stipe simple est droit et érigé. Ses feuilles linéaires et étroites sont d'un vert bleuâtre. Elles mesurent en moyenne 30 cm de hauteur et de 1 à 3 mm de largeur.
Cette plante possède des organes femelle et mâle sur des inflorescences séparées. Les pistils sont verdâtres tandis que les étamines sont de couleur jaune. Les inflorescences femelles ellipsoïdes sont de couleur brune, mesurant de 2 à 5 cm de longueur avec un rachis velu après la floraison. Elles sont séparées des inflorescences mâles par une tige dénudée d'un centimètre. Celles-ci sont plus fines et plus longues et se trouvent au bout des tiges verticales. La pollinisation se fait par le vent.

## Distribution
Eurasiatique, Typha minima se trouve dans les zones tempérées du continent, surtout dans les Alpes, les Apennins, les zones montagneuses des Balkans, la région du Danube, et les montagnes d'Asie centrale mais elle est menacée d'extinction et devenue rare.
En France, on ne la trouve plus que dans quelques zones isolées de la vallée de la Durance, en Haute-Savoie ainsi qu'en Isère le long de la rivière (vers Grenoble notamment) . En Suisse, elle croît dans certaines zones des Grisons mais très peu de populations existent encore à l'état naturel.

## Habitat

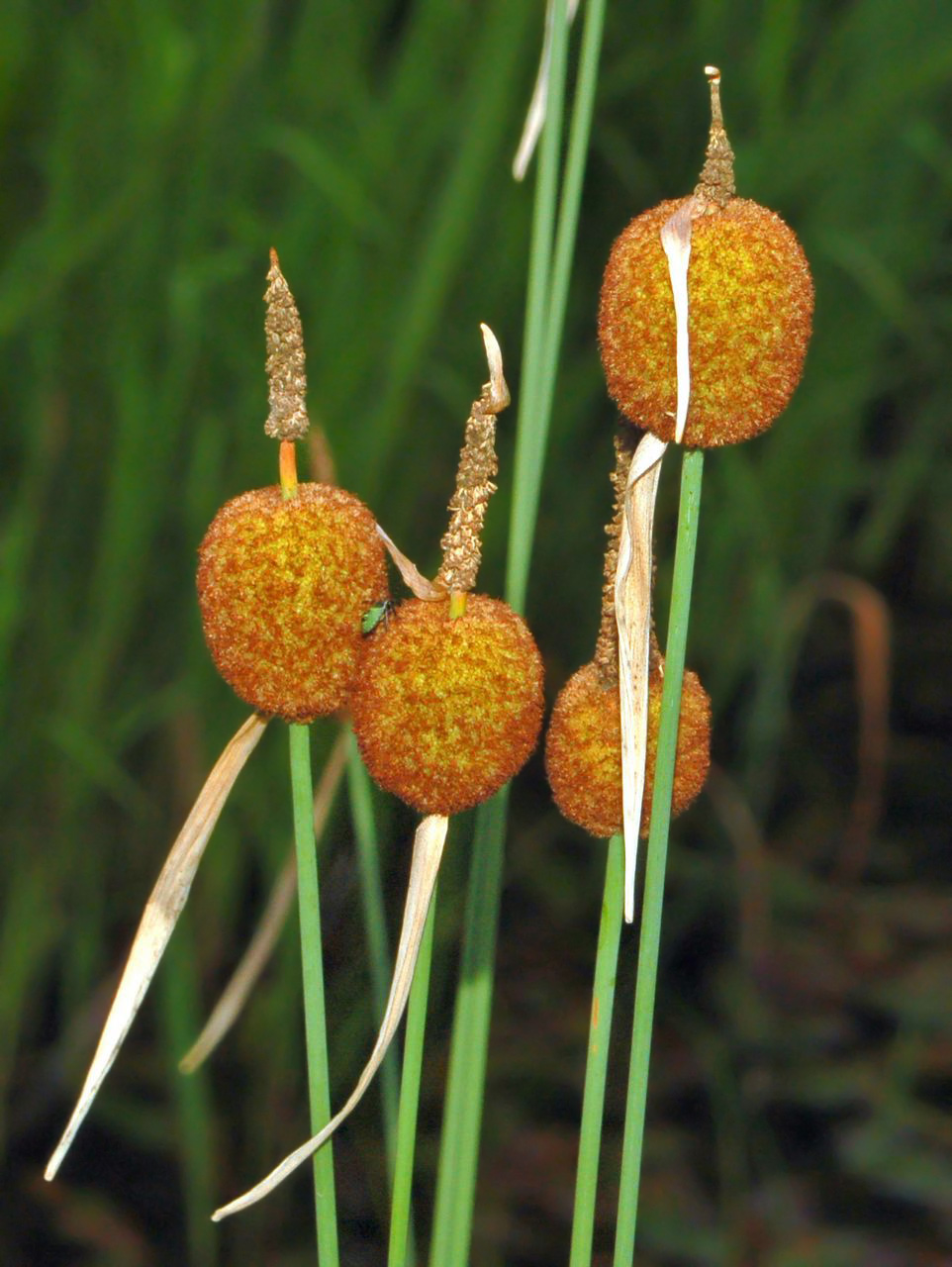
Inflorescences de Typha minima, près de Gênes en Italie

Typha minima préfère les zones ensoleillées et ne supporte pas l'ombre. Elle pousse au bord de cours d'eau pure à débit lent, ainsi qu'au bord de marais ou d'étangs, jusqu'à mille mètres d'altitude. Elle est inféodée à un habitat humide instable, et a besoin de la dynamique des crues pour survivre car c'est ce qui régénère son habitat. 

## Taxonomie
Synonymes :
- Rohrbachia minima (Funck ex Hoppe) Mavrodiev
- Typha angustifolia var. minor L.
- Typha angustissima Griff.